# La Guerre du lotus
La Guerre du lotus (titre original : Lotus War) est une trilogie de romans écrits par l'auteur australien Jay Kristoff, publiés aux États-Unis aux éditions Thomas Dunne Books. La série est considérée comme alliant la fantasy et le steampunk dans un univers japonais.
En France, le premier tome, Stormdancer, a été publié le 17 octobre 2014 par la maison d'édition Bragelonne. L'auteur a lui-même créé une vidéo trailer pour ce premier tome.

## Trilogie
1. Stormdancer, Bragelonne, 2014 ((en) Stormdancer, 2012), trad. Emmanuelle Casse-Castric  (ISBN 978-2352947905)
2. Kinslayer, Bragelonne, 2015 ((en) Kinslayer, 2013), trad. Emmanuelle Casse-Castric  (ISBN 978-2352948322)
3. Endsinger, Bragelonne, 2015 ((en) Endsinger, 2014), trad. Emmanuelle Casse-Castric  (ISBN 978-2352948803)

### Préquelles
- (en) The Last Stormdancer, 2013
- (en) Praying in the Rain, 2013, nouvelle

## L'univers des romans
Jay Kristoff s'inspire énormément de la mythologie japonaise dans son ouvrage. En effet, l'histoire de la guerre du lotus se déroule dans un archipel, les îles de Shima. Shima signifie d'ailleurs île en japonais. Dans la mythologie japonaise, ces îles sont le fruit de l'union de deux dieux, Izanagi et Izanami. L'épouse, Izanami, finira par mourir en couches et sera alors prisonnière du monde des morts, aussi appelé Yomi-no-kuni en japonais, où vivent les démons, les Onis, qui apparaissent également dans la trilogie. Jay Kristoff s'inspire beaucoup du japon féodal, il reprend notamment les termes de Shogun et de samouraï, ainsi qu'une organisation de la population en clans. Il use très souvent, au cours de ses livres, de vocabulaire japonais.
La guerre du lotus est une trilogie à la fois de fantasy et de steampunk. Par conséquent, on y retrouve des éléments de magie comme les créatures mythiques (exemple : le griffon, aussi appelé tigre de tonnerre ou arashi tora), mais également des éléments mécaniques tels que des bateaux volants et des katana-tronçonneuse.

## Organisation politique

### Le Lotus
À l'époque de la trilogie les îliens cultivent une plante, nommée le lotus rouge, de laquelle on produit à la fois de la drogue et le carburant nécessaire (le Chi) pour faire voler les bateaux-volants, et ainsi poursuivre la guerre avec les pays voisins qui dure depuis plusieurs décennies. Toutefois, cette plante est extrêmement toxique et les fermiers ne peuvent rien cultiver après elle, car ses racines assèchent la terre. Le lotus rouge produit également des vapeurs toxiques qui ont coloré le ciel en rouge et rendent malade les gens. Les plus riches se procurent des masques à gaz, mais les plus pauvres doivent se contenter de masques de tissu et finissent par attraper une sorte de cancer du poumon.

### La Guilde du Lotus
Il s'agit de la guilde qui possède le monopole sur la culture du lotus rouge, et elle est la seule à connaître le processus de production du carburant, depuis la production d'engrais (l'inochi), jusqu'à la raffinerie de chi. Ce sont également eux qui construisent les bateaux-volants et autres machines. Ils portent en permanence une sorte de scaphandre destiné à les protéger des toxines du lotus rouge. Ils ont pour proverbe "le lotus doit fleurir." Ils se sont également donné la mission d'éradiquer tous ceux qui posséderaient des pouvoirs surnaturels.
Les différents membres de la Guilde sont classés selon leur métier en lotusiers, artificiers, inquisiteurs. Ils sont équipés d'un scaphandre métallique intégral, activé par un moteur fonctionnant au chi, et équipé d'un mécaboulier  leur servant d'interface de pilotage. 

### Le Shogunat
L'Empire de Shîma est dirigé par un Shogun issu de la dynastie des Kazumitsu. Genéral en chef de l'armée impériale de Shîma et appuyé par La Guilde du Lotus, le Shogun a le pouvoir absolu sur les îles.

### Les quatre clans
- Le clan du tigre (Tora) : Il s'agit du clan le plus important ainsi que celui dont est issu le shogun actuel, Yoritomo. Le clan du tigre est connu pour avoir notamment développé le premier véritable art martial et de l'avoir codifié. L'esprit gardien de ce clan est le tigre, associé à la faim et à la férocité.
- Le clan du dragon (Ryu) : Les membres du clan du dragon étaient autrefois les maîtres des mers, de grands marins. Aujourd'hui, ce sont essentiellement eux qui pilotent les bateaux-volants et explorent les quatre coins du monde connu. L'esprit gardien de leur clan est le dragon, une bête puissante associée aux forces élémentaires et à la destruction. Les membres de ce clan sont souvent impulsifs et intrépides.
- Le clan du phénix (Fushicho) : Les membres du clan du phénix sont renommés, depuis la création de l'empire, comme les plus créatifs de tous les clans. Les grands poètes, artistes et artisans des îles de Shima en sont originaires. Leur esprit gardien, le phénix, est étroitement associé à la lumière, la renaissance et la créativité.
- Le clan du renard (Kitsune) :  Le clan du renard est connu pour sa ruse. Ses membres sont souvent considérés comme naïfs et provinciaux par les autres clans, mais ont réussi à survivre à la fois grâce à leurs ruses, leur ténacité et leur chance. Le renard est l'esprit gardien de ce clan, directement inspiré du renard à neuf queues de la mythologie japonaise. Il apporterait une chance extraordinaire aux membres de son clan, d'où le proverbe "le renard veille sur les siens".

### Les Gaijin
Les Gajin sont les étrangers vivant hors des Îles Shîma, sur la terre de Mochebab. Ils subissent la colonisation et la guerre menée par les armées du Shogun de Shîma, qui viennent piller leur pays, y planter le lotus et ramener des esclaves. Leur société est constituée de Maisons, similaires au Clans de l'Empire de Shima, qui se sont unifiées sous l'égide de l'Imperatrista Kira Ier Ostrovska à la suite de la guerre avec Shima.

### Les Kagé
Les Kagé sont les opposants au régime impérial et au pouvoir de la Guilde du Lotus. Ils vivent dans la clandestinité dans les villes, particulièrement dans la capitale impériale (Kigen) et les régions éloignées, les montagnes Ishi. Ils mênent ponctuellement des actions de sabotage de l'industrie du lotus.

### Les Oni
Ce sont des démons sortant des grottes reliées aux Enfers. 

## Personnages principaux
- Yukiko : Yukiko est l'héroïne de la trilogie. Elle possède un pouvoir particulier, le Sçavoir, qui lui permet de communiquer par la pensée avec les animaux. Yukiko doit cacher ce pouvoir qui est interdit, et punit de mort par les Inquisiteurs de la Guilde
- Buruu : Buruu est le tigre de tonnerre qu'Yukiko rencontre.
- Masaru : Père de Yukiko, il était autrefois un grand chasseur, c'est pourquoi le jeune shogun Yoritomo lui ordonne de lui ramener un tigre de tonnerre.
- Yoritomo : Shogun de Shima, Yoritomo est le personnage maléfique du premier tome, jeune et beau mais cruel.
- Kin : Jeune guildien, Kin fait partie de l'expédition chargée de trouver le tigre de tonnerre et tombera peu à peu amoureux de Yukiko.
- Daïchi : Ancien samouraï de l'élite Kazumitsu, devenu chef de la rébellion Kagé
- Kaori : Fille de Daïchi, elle seconde son père.
- Hiro : Samouraï de l'élite Kazumitsu, au service de Yoromito.
- Aïsha : Sœur de Yoromito
- Michi : Servante de Aïsha, elle agit en secret pour la rébellion Kagé
- Hana : est une jeune servante de basse condition au palais de l'Empereur. elle ne voit que d'un œil, mais elle a le de don de Sçavoir et sert d'informatrice pour la rébellion Kagé.

## Résumé du premier volumeːStormdancer
Le Shogun Yorotimo Kazumitsu, pour accroître sa notoriété, a décidé d'envoyer une expédition pour ramener un arashitora, tigre de tonnerre, dont un exemplaire aurait été vu dans les montagnes Ishi au nord des îles Shima.
Il fait confier la mission à Masaru, ancien chasseur impérial. Masaru sera accompagné par sa fille Yukiko et ses anciens compagnons de chasse, le géant Akihito et son amante Kasumi. L'expédition part dans un bateau volant, un dirigeable gonflé à l'hydrogène. Ils sont accompagnés de Kin, un guildien mandaté pour les surveiller. Dans les montagnes, la capacité de Sçavoir de Yukiko, leur permet de localiser un arashitora. Le tigre de tonnerre curieux, se fait attraper par les chasseurs. Pour l'immobiliser Masaru lui coupe les plumes des ailes. Mais au cours de la chasse, la foudre activée par l'électricité statique entourant l'arashitora, fait chuter la nacelle du bateau volant, et Yukiko se retrouve seule dans la forêt. Elle doit faire face à des Oni, mais elle est secourue par l'arashitora qui s'est échappé de sa cage. Grace au Sçavoir, Yukiko parvient à parler au tigre du tonnerre, elle lui donne le nom de Buruu, et le convainc de l'accompagner. Ils arrivent sur une communauté de Kagé, qui reconnaissent en Yukiko, Arashi-no- odoriko, la Danseuse de l'Orage, guerrière mythique chevauchant un arashitora. Ils retrouvent le jeune guildien Kin qui a survécu à la chute du vaisseau volant et le convainc de rejoindre la cause des rebelles. Yukiko, Buruu et les kagé nourrissant tous une haine envers la Guilde et le Shogun montent un plan pour tuer ce dernier.
Yukiko et Kin doivent amener le tigre de tonnerre dompté, comme le butin de l'expédition et dès que l'occasion se présentera assassiner le Shogun. Mais Yoromito, qui avait fait emprisonner Masaru après l'échec de sa mission, se doute de la menace que constitue l'arashitora. Buruu est enchaîné. Yukiko est retenue prisonnière, elle se laisse séduire par Hiro son gardien, pour obtenir avec Kin une occasion de libérer le Tigre de Tonnerre et d'éliminer le Shogun.

## Résumé du deuxième volumeːKinslayer
Après l'assassinat de Yoromito par Yukiko, la Guilde du Lotus a choisi Hiro pour la succession du Shogun, il doit épouser Aïcha pour obtenir la légitimité dynastique. Buruu et Yukiko, Danseuse de l'Orage, combattent les vaisseaux volants de l'Empereur, mais la puissance du Sçavoir déstabilise Yukiko. Elle décide de partir vers les îles du Nord ou se trouve un monastère ou elle pourrait selon la légende, apprendre à maîtriser son pouvoir. Kin et une jeune Guildienne fugitive secourue par Yukiko subissent les persécutions des Kagé qui voient en eux des traitres. Pendant ce temps, les Kagé infiltrés dans la capitale, s'organisent pour libérer Aïcha et empêcher le mariage de Hiro en menant une grande action de sabotages dans la capitale.

## Résumé du troisième volumeːEndinsger
Hiro, humilié par la défaite à Kigen, s'est juré de tuer la danseuse de l'orage, et décide de mener une expédition contre les rebelles Kagé. Il mobilise son armée, sa flotte et bénéficie du soutien de la Guilde qui un a construit une gigantesque machine, Le Broyeur, véritable forteresse ambulante indestructible et une armée de déchiqueteurs en armure métallique équipés de redoutables tronçonneuses.

Pendant ce temps les rebelles qui se sont échappés de Kigen, Kaori, Hana, Michi et Yukiko se sont réfugiés dans les montagnes Ishi. Hana qui avait le don de Sçavoir, se lie avec Kaiah une arashitora femelle, et se révèle être comme Yukiko, une danseuse de l'orage. Le rebelles se retrouvent divisés en deux factions, Kaori veut venger son père Daïchi capturé à Kigen, et mener une lutte désespérée contre le Shogun et la Guilde. Yukiko convainc les autres rebelles qu'il est possible de trouver des alliés au sein de dissidents de la Guilde et auprès du Clan du Renard qui refuse de reconnaître Hiro comme Shogun.

Pendant ce temps, les Morchébens, empire Gaijin reconstitué, débarquent un corps expéditionnaire à Shima et anéantissent les forces du clan du Dragon qui soutenaient Hiro. Il s'avère qu'Hana , d'origine Gaijin, est une fille de prêtresse Zryachniye aux pouvoirs divinatoires, elle essaie de négocier la paix avec les Morchébens, mais sans succès.

## Récompenses
- Le premier roman, Stormdancer, a fait partie des finalistes des prix Aurealis 2012[5] et a été sélectionné pour deux prix David Gemmell en 2013 (celui du meilleur roman et celui du meilleur premier roman)[6]. Il a également été finaliste du prix Compton-Crook 2013[7].
- La préquelle, The Last Stormdancer, a remporté le prix Aurealis de la meilleure nouvelle de fantasy 2013[8].